# 钼酸亚铊
钼酸亚铊是一种无机化合物，化学式为Tl2MoO4，它是铊的钼酸盐之一，可由碳酸亚铊和三氧化钼共热反应制得。它在高压下可以发生相变。它和三氧化钼加热反应，可以得到Tl2Mo4O13、Tl6Mo7O24等多钼酸盐。